# Xavier Torres Buigues
Xavier Torres Buigues (Xàbia, País Valencià, 21 de novembre de 1986), més conegut com a Xavi Torres, és un exfutbolista valencià que jugava com a migcampista. Va passar per les categories inferiors del Vila-real CF.
Format al FC Barcelona, va acumular un total de 156 partits i sis gols a la primera divisió en vuit temporades, amb aquest club, el Màlaga, el Llevant, el Getafe CF, el Betis i l'Sporting de Gijón.
El gener de 2023 fou condemnat a presó i inhabilitació per arreglar partits, essent el primer jugador en actiu en ser condemnat per corrupció esportiva dictada a l'Estat espanyol per aquest motiu.

## Carrera de club

### Primers anys
Nascut a Xàbia, Comunitat Valenciana, Torres va desenvolupar tota la seva carrera juvenil al Vila-real CF. Va debutar professionalment en un altre club de la comarca, l'Alacant CF, en l'edició 2006-07 de Segona Divisió B.

### FC Barcelona
Torres va fitxar pel FC Barcelona el juliol de 2007 (després que el Vila-real l'hagués recuperat a l'Alacant), passant la gran majoria dels seus dos anys amb el filial, al qual va ajudar a tornar a la tercera divisió en la seva campanya de debut com als catalans van ser entrenats pel jove Pep Guardiola.
Torres va debutar a la primera divisió el 17 de maig de 2009, jugant amb els ja coronats campions en una derrota per 2-1 fora de casa contra el RCD Mallorca. Després del partit, el jugador va dir que estava molt agraït a Guardiola –ascendit a entrenador del primer equip l'estiu anterior– per donar-li l'oportunitat de jugar a la plantilla; seria la primera de dues aparicions.

### Màlaga
El 12 de juny de 2009, el Màlaga CF va fitxar Torres per lliure per quatre temporades. Va marcar el seu primer gol amb els andalusos el 30 d'agost, tancant una victòria a casa per 3-0 davant l'Atlètic de Madrid al minut 89, en el primer gol de la temporada.
Torres va debutar al Màlaga com a titular el 13 de setembre de 2009, en una derrota per 1-0 al Deportivo de La Corunya, i va ser substituït per Victor Obinna al minut 84. No obstant això, va aparèixer poques vegades en el seu primer any i, el 7 de juny de 2010, va ser cedit al Llevant UE que tot just acabava d'ascendir. El seu primer partit competitiu amb aquest últim va tenir lloc el 28 d'agost, quan va jugar tota la derrota a casa per 1–4 contra el Sevilla FC.

### Llevant
A principis de desembre de 2010, Torres es va vincular amb un possible trasllat a l'Everton, però no en va sortir res. Poques vegades es va perdre un partit del Llevant, sent el segon jugador més utilitzat de la plantilla, ja que finalment el conjunt valencià va conservar la seva condició de màxima divisió. El juliol de 2011, el trasllat es va prorrogar una temporada més.
Torres va marcar el seu primer gol amb els Granota el 20 de novembre de 2011, en una derrota a domicili per 3-2 davant l'Atlètic de Madrid. Va acabar la campanya amb cinc, ja que van acabar sisè i es van classificar per a la UEFA Europa League per primera vegada.

### Getafe
El 31 de maig de 2012, el Llevant va activar l'opció de compra de 300.000 € que tenia amb Torres, oferint al jugador un contracte de quatre anys que va rebutjar. L'1 d'agost, després de llargues negociacions, va signar un contracte de quatre anys amb el club de màxima categoria Getafe CF per una quota d'aproximadament 500.000 euros.
Torres va ser titular en la majoria de les seves aparicions a la lliga amb el club de la perifèria de Madrid (37 partits oficials durant la temporada), el seu primer va ser el 26 d'agost de 2012 en una victòria per 2-1 a casa contra el Reial Madrid, on va jugar 90 minuts.

### Betis
El 7 d'agost de 2013, Torres va fitxar per quatre temporades amb el Reial Betis. Va marcar el seu primer gol competitiu 22 dies després, l'últim en una golejada a casa per 6-0 de l'FK Baumit Jablonec a la ronda de playoffs de la Lliga Europa. Al desembre, però, va patir una lesió al tendó d'Aquil·les en un partit contra l'HNK Rijeka en la mateixa competició i va ser baixa per la resta de la campanya, que va acabar amb el descens a la segona categoria.

### Carrera posterior
Torres va rescindir el seu contracte amb el Betis el 15 d'agost de 2016 i poc després es va incorporar a l'Sporting de Gijón amb un contracte d'un any. Un any i deu dies després, després de patir el descens, el jugador de 30 anys es va traslladar a l'estranger per primera vegada en la seva carrera, amb un contracte d'un any al club australià Perth Glory FC.
El 31 de juliol de 2018, Torres va tornar a Espanya i la seva segona divisió després de pactar un contracte amb l'Elx CF. L'agost de 2019, va tornar a l'estranger per fitxar per l'Al-Arabi SC de la Premier League de Kuwait, sota el seu antic entrenador del Llevant Juan Ignacio Martínez.
El 14 de setembre de 2020, com a agent lliure, Torres es va traslladar amb un contracte d'un any al CD Lugo de la Segona divisió, on jugaria a les ordres de Juanfran García, que fou company seu durant la seva etapa de jugador.
El gener de 2023 fou condemnat a presó i inhabilitació per arreglar partits, essent el primer jugador en actiu en ser condemnat per corrupció esportiva dictada a l'Estat espanyol per aquest motiu, en el marc del "cas Osasuna".

## Palmarès

### Campionats estatals
| Títol                    | Club           | País      | Any  |
| ------------------------ | -------------- | --------- | ---- |
| Lliga de Tercera Divisió | FC Barcelona B | Catalunya | 2008 |
| Lliga de Primera Divisió | FC Barcelona   | Catalunya | 2009 |

### Torneigs internacionals
| Títol             | Club         | País      | Any  |
| ----------------- | ------------ | --------- | ---- |
| Lliga de Campions | FC Barcelona | Catalunya | 2009 |